# Morley Callaghan
Edward Morley Callaghan (ur. 22 września 1903 r. w Toronto, zm. 25 sierpnia 1990 r. w Toronto) – kanadyjski dziennikarz, powieściopisarz i dramaturg, a także znana osobowość radiowa i telewizyjna.

## Periodyki
- Books in Canada, kwiecień, 1986, str. 32-33
- Canadian Forum, marzec, 1960; luty, 1968
- Canadian Literature, lato, 1964
- Canadian Literature, zima, 1984, str. 66-69
- Canadian Literature, jesień, 1990, str. 148-49
- Dalhousie Review, jesień, 1959
- Essays on Canadian Writing, zima, 1984–1985, str. 309-315
- Essays on Canadian Writing, lato, 1990, str. 16-20
- Form and Century, kwiecień, 1934
- New Republic, 9 lutego, 1963
- New Yorker, 26 listopada, 1960
- Queen's Quarterly, jesień, 1957
- Queen's Quarterly, jesień, 1989, str. 717-719
- Saturday Night, październik, 1983, str. 73-74
- Tamarack Review, zima, 1962